# Caloptilia recitata
Caloptilia recitata là một loài bướm đêm thuộc họ Gracillariidae. Nó được tìm thấy ở Trung Quốc (Tứ Xuyên, Jiangxi, Fujian, Hunan, Guizhou), Hong Kong, Ấn Độ (Meghalaya, Assam), Nhật Bản (Honshū, quần đảo Ryukyu, Shikoku, Kyūshū) và Nepal.
Sải cánh dài 10–13 mm.
Ấu trùng ăn Cotinus coggygria, Rhus javanica, Toxicodendron sylvestre và Toxicodendron trichocarpum. Chúng ăn lá nơi chúng làm tổ.